# كيب غروس
كيب غروس (بالإنجليزية: Kip Gross) هو لاعب كرة قاعدة أمريكي، ولد في 24 أغسطس 1964 في نبراسكا في الولايات المتحدة.

## وصلات خارجية
- كيب غروس على موقع الدوري الياباني لكرة القاعدة (الإنجليزية)
- كيب غروس على موقعبيزبول رفرنس.كوم (الدوري الرئيسي) (الإنجليزية)
- كيب غروس على موقعبيزبول رفرنس.كوم (الدوري الثانوي) (الإنجليزية)
- كيب غروس على موقع مشجعي الرسوم البيانية (الإنجليزية)